# Сан-Кристобал (Нью-Мексико)
Сан-Кристобал (англ. San Cristobal) — переписна місцевість (CDP) в США, в окрузі Таос штату Нью-Мексико. Населення — 206 осіб (2020).

## Географія
Сан-Кристобал розташований за координатами 36°36′36″ пн. ш. 105°37′54″ зх. д. / 36.61000° пн. ш. 105.63167° зх. д. (36.610127, -105.631801).  За даними Бюро перепису населення США в 2010 році переписна місцевість мала площу 17,83 км², уся площа — суходіл.

## Демографія
Згідно з переписом 2010 року, у переписній місцевості мешкали 273 особи в 126 домогосподарствах у складі 58 родин. Густота населення становила 15 осіб/км².  Було 144 помешкання (8/км²).
Расовий склад населення:
| - 79,9 % — білих - 1,8 % — корінних американців - 1,5 % — азіатів - 1,1 % — чорних або афроамериканців - 8,4 % — осіб інших рас |

До двох чи більше рас належало 7,3 %. Частка іспаномовних становила 41,8 % від усіх жителів.
За віковим діапазоном населення розподілялося таким чином: 17,9 % — особи молодші 18 років, 60,9 % — особи у віці 18—64 років, 21,2 % — особи у віці 65 років та старші. Медіана віку мешканця становила 45,8 року. На 100 осіб жіночої статі у переписній місцевості припадало 108,4 чоловіків;  на 100 жінок у віці від 18 років та старших — 107,4 чоловіків також старших 18 років.
Цивільне працевлаштоване населення становило 48 осіб. Основні галузі зайнятості: науковці, спеціалісти, менеджери — 100,0 %.